# کتاب جمعه
کتاب جمعه نام هفته‌نامه‌ای است به سردبیری احمد شاملو که از ۴ مرداد ۱۳۵۸ تا ۱ خرداد ۱۳۵۹ در ۳۶ شماره در تهران منتشر شد. از مهم‌ترین کارهای چاپ شده در این مجلّه نمایشنامه مرگ یزدگرد بهرام بیضایی در شماره پانزدهم بود.

## تعطیلی
در شمارۀ سی و ششم و آخر کتاب جمعه پیامی منتشر شده‌بود که از فشار برای توقف انتشار آن حکایت می‌کرد:
قابل توجه متولیات شهرستان‌ها
ایجاد مزاحمت برای نمایندگان فروش مجله به بهانۀ نداشتن «جواز انتشار» سوءاستفاده از قدرت است.
کتاب جمعه در ۵۸/۵/۴ شروع به انتشار کرده
قانون مطبوعات در ۵۸/۵/۲۰ رسمیت یافته
تقاضای امتیاز برای کتاب جمعه در ۵۸/۷/۸ تسلیم وزارت ارشاد ملی شده است.
بنابراین تا هنگامی که وزارت ارشاد ملی به هر دلیلی پاسخ رسمی به درخواست‌کنندۀ امتیاز نداده مشکلی در راه انتشار این مجله وجود ندارد.— کتاب جمعه، شمارۀ ۳۶، ص ۳.
محمد قائد در مورد تعطیلی هفته‌نامه در گفت و گو با مجله نافه این چنین گفته: «تعطیل کتاب جمعه خودخواسته نبود. می‌توان گفت تقدیر محتوم بود. سال ۶۰ نمی‌توانست و نباید و ممکن نبود به انتشارش ادامه دهد. به بیان تهرونیِ مورد علاقهٔ خود شاملو، خوبیت نداشت و برای لوطی افت بود.»

## همکاری با هنرمندان
احمد شاملو در این هفته نامه با بسیاری از هنرمندان از جمله سعید درم بخش آرشیتکت و کارتونیست معاصر (۱۵ اردیبهشت ۱۳۳۶ ۱۴ شهریور ۱۴۰۳)  در چند جلد از هفته نامه  کتاب جمعه با احمد شاملو همکاری داشته است از جمله:
- کتاب جمعه. احمد شاملو  شماره ۷ صفحه ۱۳۶
- کتاب جمعه. احمد شاملو شماره ۱۵ صفحه ۹۲
- کتاب جمعه. احمد شاملو شماره ۱۷ صفحه ۸۳
- کتاب جمعه. احمد شاملو شماره ۱۹ صفحه ۱۱۱
- کتاب جمعه. احمد شاملو شماره ۲۱ صفحه ۱۴۹
- کتاب جمعه. احمد شاملو شماره ۲۴ صفحه ۵۴